# Stephanie Twell
Stephanie April Twell (née le 17 août 1989 à Colchester) est une athlète britannique spécialiste du 1 500 mètres.

## Biographie
Elle se révèle durant la saison 2008 en prenant la première place de la finale du 1 500 m des Championnats du monde juniors de Bydgoszcz, devant l'Éthiopienne Kalkidan Gezahegne. Elle est élue étoile montante de l'année 2008 au Trophée de l'athlète européen de l'année. Elle bat son record personnel en 4 min 2 s 70 lors des Championnats d'Europe d'athlétisme 2010 où elle termine à la 7e place.
Le 9 juillet 2016, Twell remporte la médaille de bronze des Championnats d'Europe d'Amsterdam sur 5 000 m, en 15 min 20 s 70.
Le 14 février 2019, elle remporte le 3 kilomètres à Armagh, en Irlande du Nord, en 8 min 59 s. Le 26 mai, elle établit avec son compagnon Joe Morwood, un nouveau record du monde lors du Westminster Mile en courant main dans la main en 4 min 50 s. Le lendemain 27 mai, Twell remporte le London 10,000, un 10 kilomètres disputé à Londres, en 31 min 55 s et un nouveau record personnel et titre de championne d'Angleterre de la distance.
Elle se classe 15e des championnats du monde 2019 à Doha sur 10 000 m.

## Palmarès
| Date | Compétition                            | Lieu             | Résultat | Épreuve       |
| ---- | -------------------------------------- | ---------------- | -------- | ------------- |
| 2007 | Championnats d'Europe juniors          | Hengelo          | 2e       | 1 500 m       |
| 2008 | Championnats du monde juniors          | Bydgoszcz        | 1re      | 1 500 m       |
| 2010 | Championnats d'Europe                  | Barcelone        | 5e       | 1 500 m       |
| 2010 | Jeux du Commonwealth                   | New Delhi        | 3e       | 1 500 m       |
| 2010 | Championnats d'Europe de cross-country | Albufeira        | 20e      | Individuel    |
| 2010 | Championnats d'Europe de cross-country | Albufeira        | 2e       | Par équipes   |
| 2013 | Championnats d'Europe de cross-country | Belgrade         | 15e      | Individuel    |
| 2013 | Championnats d'Europe de cross-country | Belgrade         | 1re      | Par équipes   |
| 2014 | Championnats d'Europe de cross-country | Samokov          | 7e       | Individuel    |
| 2014 | Championnats d'Europe de cross-country | Samokov          | 1re      | Par équipes   |
| 2015 | Championnats du monde                  | Pékin            | 12e      | 5 000 m       |
| 2015 | Championnats d'Europe de cross-country | Hyères           | 6e       | Individuel    |
| 2015 | Championnats d'Europe de cross-country | Hyères           | 1re      | Par équipes   |
| 2016 | Championnats du monde en salle         | Portland         | 6e       | 3 000 m       |
| 2016 | Championnats d'Europe                  | Amsterdam        | 3e       | 5 000 m       |
| 2016 | Ligue de diamant                       | Ligue de diamant | 9e       | détails       |
| 2016 | Championnats d'Europe de cross-country | Chia             | 6e       | Individuel    |
| 2017 | Course de l'Escalade                   | Genève           | 3e       | Individuel    |
| 2018 | Championnats d'Europe                  | Berlin           | 10e      | 5 000 m       |
| 2019 | Armagh International Road Race         | Armagh           | 1re      | 3 kilomètres  |
| 2019 | London 10,000                          | Londres          | 1re      | 10 kilomètres |
| 2019 | Coupe d'Europe du 10 000 m             | Londres          | 1re      | 10 000 m      |
| 2019 | Championnats du monde                  | Doha             | 15e      | 10 000 m      |
| 2021 | Jeux olympiques                        | Tokyo            | 68e      | Marathon      |

### Cross-country
Championnats d'Europe junior
- 2006, 2007, 2008.

## Records
| Épreuve | Temps            | Lieu      | Date              |
| ------- | ---------------- | --------- | ----------------- |
| 800 m   | 2 min 02 s 58    | Watford   | 15 juin 2016      |
| 1 500 m | 4 min 02 s 54    | Zurich    | 19 août 2010      |
| 1 mile  | 4 min 28 s 16    | Bruxelles | 14 septembre 2007 |
| 3 000 m | 8 min 40 s 98    | Monaco    | 15 juillet 2016   |
| 5 000 m | 14 min 54 s 08 s | Bruxelles | 27 août 2010      |
| 10 km   | 31 min 55 s      | Londres   | 27 mai 2019       |